# Hannah Macleod

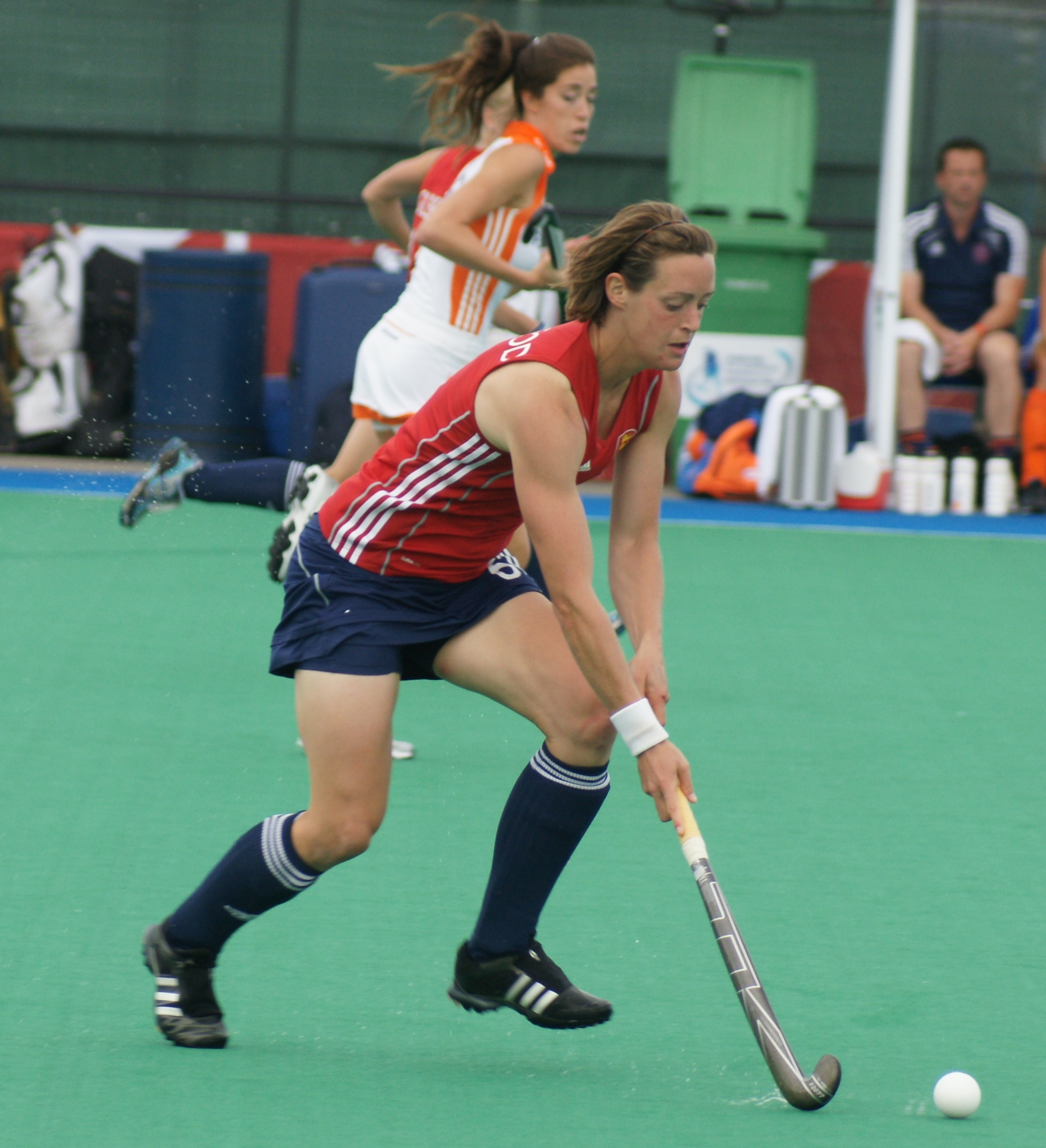
Hannah Macleod (2009)

Hannah Louise Macleod, MBE (* 9. Juni 1984 in Boston, Lincolnshire) ist eine ehemalige britische Hockeyspielerin. Sie war Olympiasiegerin 2016 und Olympiadritte 2012.

## Leben
Die 1,72 m große Hannah Macleod gehörte 2007 zum Kader der englischen Nationalmannschaft bei der Europameisterschaft in Manchester. Die Engländerinnen gewannen die Bronzemedaille wie auch zwei Jahre später bei der Europameisterschaft in Amstelveen. Im September 2010 wurde in Rosario die Weltmeisterschaft 2010 ausgetragen. Nach einem zweiten Platz in der Vorrunde hinter den Argentinierinnen unterlagen die Engländerinnen im Halbfinale den Niederländerinnen im Siebenmeterschießen. Das Spiel um Bronze gewannen die Engländerinnen mit 2:0 gegen die deutsche Mannschaft. Drei Wochen nach der Weltmeisterschaft begannen in Delhi die Commonwealth Games. Dort gewannen die Engländerinnen Bronze. Im Jahr darauf erkämpften die Engländerinnen auch bei der Europameisterschaft in Mönchengladbach die Bronzemedaille. 2012 war London der Austragungsort der Olympischen Spiele. Die britische Mannschaft belegte in der Vorrunde den zweiten Platz hinter den Niederländerinnen. Im Halbfinale unterlagen die Britinnen den Argentinierinnen mit 1:2. Das Spiel um Bronze gegen die Mannschaft Neuseelands gewannen die Britinnen mit 3:1.
Nach vier Bronzemedaillen in Folge, davon drei mit Beteiligung von Hannah Macleod, erreichten die Engländerinnen bei der Europameisterschaft 2013 in Boom das Finale. Das Spiel endete 4:4, im Penaltyschießen gewannen die Deutschen. Im Frühjahr 2014 fand in Den Haag die Weltmeisterschaft 2014 statt, bei der die Engländerinnen den elften Platz belegten. 2015 war London Austragungsort der Europameisterschaft. Die Engländerinnen gewannen ihre Vorrundengruppe vor den Deutschen und bezwangen im Halbfinale die spanische Mannschaft. Das Finale wurde im Shootout entschieden und die Engländerinnen gewannen gegen die Niederländerinnen. Nach der Europameisterschaft 2015 trat Macleod bis zu den Olympischen Spielen 2016 in Rio de Janeiro nur in der britischen Mannschaft an. Beim Turnier in Rio de Janeiro gewannen die Niederländerinnen und die Britinnen jeweils ihre Vorrundengruppe. Die Britinnen erreichten das Finale mit Siegen über Spanien und Neuseeland. Die Entscheidung im Finale gegen die Niederländerinnen fiel im Shootout, die Britinnen gewannen die Goldmedaille.